# Antonio Prudenza
Antonio Prudenza (Masserano, 18 luglio 1823 – Livorno, 14 maggio 1900) è stato un tenore italiano.

## Biografia
Antonio Prudenza nasce il 18 luglio 1823, da Carlo Prudenza e Rosa Bianchina, «onesti borghesi della frazione Rongio» di Masserano.
Gli studi giovanili non sono musicali: umanistici nel Collegio di Masserano, giurisprudenza a Torino. In seguito viene avviato alla carriera notarile e svolge il praticantato nello studio del notaio Orazio Cassinis, anch'egli di Masserano e padre del giurista e uomo politico Giovanni Battista. Nel contempo inizia a frequentare l'Accademia Filarmonica di Torino, dove ha come maestro Luigi Fabbrica. Tre anni di studi e poi il tenore lascia il notaio Cassinis e sale sul palco del Teatro Regio di Torino nella Stagione di Carnevale 1848. L'opera è Attila di Verdi e viene scritturato per il ruolo di Foresto come sostituto di Nicola Ivanoff. A favorirne l'assunzione è il Fabbrica, che è anche maestro concertatore dell'opera. La “prima” è del 29 dicembre 1848, ma già il 1º gennaio Prudenza ha modo di sostituire Ivanov, che si era ammalato.
Nella seconda parte dello stesso anno è al Teatro Civico di Cagliari, tappa che è il consolidamento del successo ottenuto a Torino. Nella primavera del 1850 ha una scrittura per il Teatro Carlo Felice di Genova. Qui, come già a Cagliari, la critica musicale sottolinea le sue qualità vocali come inadatte all'opera buffa. Il tenore abbandona tale repertorio e si dedica interamente, salvo rare eccezioni, all'opera seria.
Al 1851 risale la sua prima trasferta internazionale, a Costantinopoli con Alberto Bozzetti, Rosina Penco, Marcella Lotti, Giovanni Corsi, Giovanni Mitrovich, Luigi Alessandrini. Rientrato in Italia, si divide tra varie scritture a Livorno e Messina, approdando per la prima volta a Milano, al Teatro della Cannobiana. Le sue interpretazioni milanesi sono un successo e il tenore viene invitato a Lisbona dove si ferma per un anno (da metà 1852 a metà 1853), scritturato dal Teatro de São Carlos. Nella capitale portoghese nel giugno 1853, allo scadere del contratto, sposa la prima ballerina Sofia Costanzo. Dal matrimonio nascono due figlie, Rosina e Antonietta.
Da Lisbona a Madrid, quindi in Italia, al Teatro Capranica di Roma e in altre località. Ma la città che lo accoglie a braccia aperte per tre anni consecutivi (1857-1859) è Napoli, dove il Prudenza mantiene le proprie abitudini repertoriali, cimentandosi con successo in opere e autori notissimi ma non disdegnando di creare nuovi ruoli per autori all'epoca poco noti e oggi dimenticati. Negli anni che seguono, terminati i suoi impegni con il Teatro San Carlo, percorre l'Italia e l'Europa in lungo e in largo diventando sempre più un interprete verdiano quasi esclusivo, al punto di essere chiamato per il ruolo di Don Alvaro ne La forza del destino al Teatro di Reggio Emilia nell'aprile del 1863, opera già presentata in prima italiana al Teatro Apollo di Roma con il titolo Don Alvaro nel febbraio dello stesso anno.
L'anno successivo è nuovamente al Teatro Carlo Felice di Genova e nel settembre-ottobre 1863 al Teatro alla Scala di Milano.
Tra marzo e giugno del 1867 è scritturato dal Teatro Principal di Valencia. L'anno successivo è uno dei protagonisti dell'inaugurazione del Teatro Verdi di Busseto cantando in Rigoletto e in Un ballo in maschera, dove «fece andare in visibilio tutto il pubblico per la potenza della sua voce».
Nel 1869 intraprende l'ultima tournée importante. Ritorna in Spagna, a Barcellona, senza successo e rescindendo il contratto anzitempo. Tornato in Italia, dopo un impegno marginale ad Asti affronta il pubblico de La Fenice di Venezia nel marzo 1870. Nella seconda metà del 1871 compie una lunga tournée che tocca varie località della Gran Bretagna e dell'Irlanda e l'anno successivo ritorna a Torino. Dopo una serie di rappresentazioni minori lo troviamo, nel novembre 1873, al Teatro Paganini di Genova. Da questo punto in poi gli impegni si assottigliano e il favore del pubblico va scemando: lascia le scene nel 1878 a Bologna.
Ritorna in scena un'ultima volta nel marzo 1882 per sostenere l'astro nascente di Pietro Mascagni. Prudenza, con Virginia Antony, Luigi Flosi e Luigi Cesari Bargiani, si presta a titolo di amicizia per la prima della cantata Alla gioia del compositore livornese, tratta dall'ode di Schiller.
Passa gli ultimi anni di vita tra la casa di Masserano e quella di Livorno. In questa città muore il 14 maggio dell'anno 1900.

## Repertorio
In trent'anni di carriera canta per 90 stagioni liriche, dal 1º gennaio 1849 (Torino) fino al 20 maggio 1878 (Bologna), in 76 differenti opere per 2.666 recite complessive. Un artista quindi dall'attività fervidissima, legato, per formazione e caratteristiche, al periodo storico del melodramma rappresentato prevalentemente da Bellini e Donizetti.
Il repertorio che predilige, e per il quale la critica musicale dell'epoca lo riconosce come interprete sommo, è basato sulle opere di questi due compositori e su Verdi. A fianco di questi, presenta opere di autori noti e amati dal pubblico, come Meyerbeer, Gounod e Flotow, ma anche opere dei poco conosciuti (e oggi mai eseguiti) Antonio Cagnoni, Ruggero Manna, Errico Petrella e altri.
Opere di Donizetti: Lucia di Lammermoor (252 recite), Lucrezia Borgia (147), Maria di Rohan (74), Anna Bolena (50), Linda di Chamounix (50), Don Pasquale (47), Poliuto (42), Parisina d'Este (26), Marin Faliero (21), La figlia del Reggimento (16), Pia de' Tolomei (14), Roberto Devereux (10), Torquato Tasso (7).
Opere di Bellini: I puritani (119 recite), La sonnambula (71), Norma (56), Beatrice di Tenda (12).
Opere di Verdi: Un ballo in maschera (203 recite), Rigoletto (149), Il trovatore (117), Attila (83), Ernani (82), Luisa Miller (81), I due Foscari (63), La traviata (45), La forza del destino (1.a vers., 24 - 2.a vers., 20), I Lombardi alla prima crociata (31), I masnadieri (26), Il corsaro (24), I Vespri Siciliani (22), Don Carlos (14), Nabucco (8), La battaglia di Legnano (7).